# Gerbilliscus robusta
Gerbilliscus robusta är en däggdjursart som först beskrevs av Philipp Jakob Cretzschmar 1830.  Gerbilliscus robusta ingår i släktet Gerbilliscus och familjen råttdjur. Inga underarter finns listade i Catalogue of Life.
Arten förekommer i centrala och östra Afrika från östra Niger och centrala Sudan till Tanzania. Den lever i låglandet och i bergstrakter upp till 1500 meter över havet. Gnagaren vistas i mera torra habitat som savanner, andra gräsmarker och jordbruksmark.
Denna gnagare blir 12 till 19 cm lång (huvud och bål), svanslängden är 12,5 till 21,5 cm och vikten varierar mellan 80 och 152 g. Gerbilliscus robusta har 2,1 till 4,0 cm långa bakfötter och 1,3 till 2,8 cm stora öron. Den långa och mjuka pälsen på ovansidan har en mörkbrun till svartbrun färg och på undersidan finns vit päls. Gränsen mellan dessa två färgområden är tydlig. Ansiktet kännetecknas av svarta morrhår och ibland förekommer svarta ögonringar. Den långa svansen är främst täckt av korta svartbruna hår och vid spetsen finns ofta en tofs. Även svansen är på undersidan ljusare.
Gerbilliscus robusta skapar underjordiska tunnelsystem och boets djupaste delar kan ligga 60 cm under markytan. Kring ingångarna finns högar med sand som kastades ut. Arten äter olika växtdelar som frön, gräs, örter och frukter samt ryggradslösa djur. Ungarna föds vanligen under tider med regnfall. Honan föder 2 till 7 ungar per kull. Gerbilliscus robusta är ett viktigt byte för fläckuv (Bubo africanus) och den jagas även av mindre och medelstora rovdjur.